# Đại học Y Łódź
Đại học Y Łódź được thành lập vào ngày 1 tháng 10 năm 2002 với tư cách là đơn vị sáp nhập của Học viện Y Łódź (thành lập ngày 1 tháng 1 năm 1950) và Học viện Quân y Łódź (thành lập ngày 1 tháng 7 năm 1958). Đây là đơn vị bệnh viện giảng dạy lớn nhất ở Ba Lan và một trung tâm nghiên cứu châu Âu.

## Cơ cấu
Trường bao gồm:
- 6 viện nghiên cứu,
- 49 bộ môn,

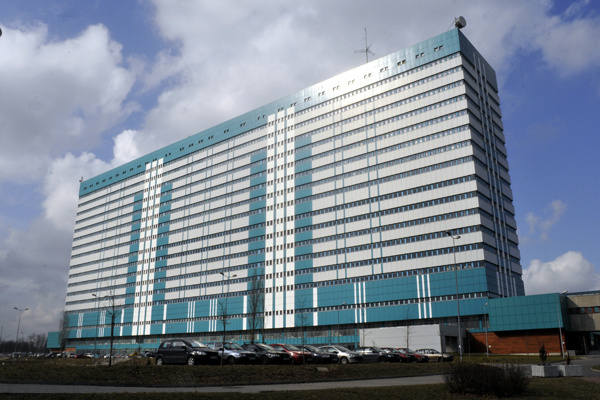
Trung tâm lâm sàng và thực tế ở số 4, đường Sécoslowacka.

- 7 bệnh viện giảng dạy đại học được trang bị đầy đủ với tổng sức chứa 2900 giường,
- 438.000 chuyên gia tư vấn mỗi năm tại các phòng khám ngoại trú chuyên khoa,
- hợp tác với 22 trường đại học quốc tế.

## Hướng đi
Tại Đại học Y Lodz, sinh viên nhận được sự hướng dẫn từ 250 Khoa Khoa học và Y học lâm sàng cơ bản, bao gồm các bác sĩ, giáo viên và nhà nghiên cứu. Hầu hết các giảng viên của trường đại học có bằng Thạc sĩ / Tiến sĩ kép, và tất cả đều được hội đồng trong các chuyên ngành tương ứng của họ chứng nhận.
Đây là trường đại học y lớn nhất ở Ba Lan thực hiện các nhiệm vụ cơ bản sau:
- giáo dục sinh viên ngành y, nha khoa, dược và các ngành liên minh y học;
- giáo dục cán bộ nghiên cứu và thực hiện công việc nghiên cứu;
- đào tạo sau đại học cho nhân viên hệ thống chăm sóc sức khỏe có trình độ cao;
- tham gia các chương trình chăm sóc sức khỏe do hệ thống chăm sóc sức khỏe xã hội quy định.

## Khoa học và nghiên cứu
Đại học Y khoa Lodz là một trong những trung tâm nghiên cứu y tế lớn ở Ba Lan. Trong một năm học, hơn một trăm khoản tài trợ nghiên cứu được trao, cũng như nhiều hợp đồng nghiên cứu. Hiện tại, một số lượng đáng kể các dự án nghiên cứu cá nhân đang được tiến hành. Đại học Y khoa Lodz đã được thực hiện hợp tác quốc tế sâu rộng với các trung tâm nghiên cứu và học thuật nước ngoài như:
- Đại học Công giáo ở Nijmegen, Hà Lan
- Trung tâm Y tế Đại học Duke, Durham, Bắc Carolina, Hoa Kỳ
- Đại học Toronto Humboldt Đại học, Berlin, Đức
- Đại học Friedrich-Alexander, Erlangen, Đức
- Trường cao đẳng King London, Vương quốc Anh
- Đại học degli Studi di Milano, Ý
- Viện Craniofacial ở Dallas, Hoa Kỳ
- Trung tâm y tế Howard Hughes, Hoa Kỳ
- Đại học ở Bielefeld, Đức
- Đại học Claude Bernard, Lyon, Pháp
- Đại học Kuopio, Phần Lan
- Đại học Friedrich-Alexander Erlangen, Đức

## Khoa
- Khoa y
- Khoa Y và Nha Khoa
- Khoa Dược
- Khoa Vật lý trị liệu
- Khoa Điều dưỡng và Hộ sinh
- Khoa Khoa học sức khỏe
- Khoa quân y